# 凯茜·博斯韦尔
凯茜·博斯韦尔（英語：Cathy Boswell，1962年11月10日—），美国前女子篮球运动员。她曾获得1984年夏季奥运会女子篮球比赛金牌。她也参加了1983年世界大学生运动会，同样获得金牌。